# Yann Bridard
Yann Bridard est un danseur français, né en juillet 1971 à Lunéville, premier danseur dans le Ballet de l'Opéra national de Paris jusqu'à sa retraite en 2013.

## Biographie
Né près à Lunéville, il fait ses classes à l'école de danse à partir de 1983. Cinq ans plus tard, après l'obtention de son diplôme de fin d'études, il est engagé à 16 ans dans le corps de ballet de la compagnie. Il devient coryphée en 1990 et sujet en 1991. En 1996, il est promu au titre de premier danseur, en ayant présenté au concours interne une variation tirée de La Bayadère, ainsi qu'un extrait du Tchaïkovsky Pas de Deux de George Balanchine.
Il a travaillé deux années avec Rudolf Noureev dont il dira qu'« il avait un œil sur tout le monde ».
En 2006, Il crée une chorégraphie, Après la pluie qui sera représentée pour la première fois à Nancy, le 5 octobre de cette année. Il n'en est pas à son coup d'essai puisqu'en 2003, il chorégraphie Court Noué.
Il prend sa retraite de l'Opéra de Paris à l'âge de 42 ans, et devient architecte d'intérieur sous le nom de Yan de Kocco.

## Récompenses et distinctions
- 1992 : Médaille d'argent au concours de Varna
- 1993 : Prix de l'AROP
- 1996 : Prix du Cercle Carpeaux

## Répertoire
- Roméo et Juliette : Benvolio, Tybalt, Pâris
- Le Lac des cygnes : Rothbart, pas de trois, danse espagnole
- Le Train bleu : le beau gosse, le joueur de golf
- Notre-Dame de Paris : Quasimodo
- Casse-noisette : Drosselmeyer, danse arabe, le Père
- Giselle : Hilarion, un ami d'Albrecht
- La Bayadère : Solor, l'Esclave
- Carmen : Escamillo
- La Belle au bois dormant : pas de cinq des Pierres Précieuses
- Raymonda : Abderam, Bernard
- Clavigo : Carlos
- Petrouchka : le Maure
- Don Quichotte : Basilio, Espada
- Le Jeune Homme et la Mort : le jeune homme
- Cendrillon : l'Acteur-vedette, le Producteur
- Le Songe d'une nuit d'été : Thésée / Obéron, Bottom
- Sylvia : Endymion
- Orphée et Eurydice de Pina Bausch : Orphée

## Filmographie
- 1999 : Clavigo de Roland Petit, téléfilm de François Roussillon, avec Marie-Agnès Gillot, Clairemarie Osta, Nicolas Le Riche et les danseurs de l'Opéra de Paris : Carlos
- 2006 : Aurore de Nils Tavernier : le prince de Neufchatel
- 2008 : Orphée et Eurydice de Pina Bausch, téléfilm de Vincent Battalion : Orphée